# Rutilus pigus
Rutilus pigus là một loài cá vây tia thuộc họ Cyprinidae.
Nó được tìm thấy ở Áo, Czech, Đức, Hungary, Ý, România, Slovenia, Bosna và Hercegovina và Ukraina.

## Hình ảnh

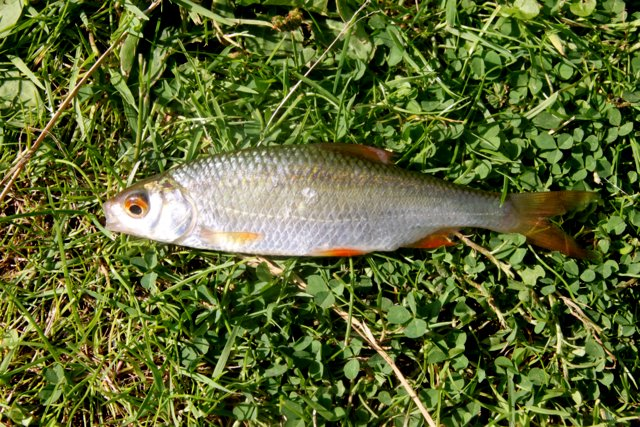
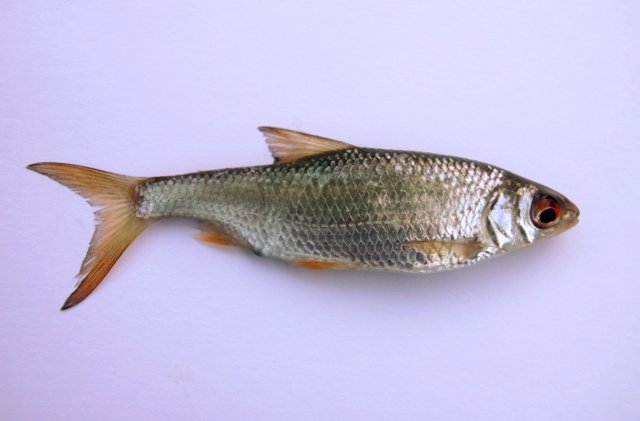
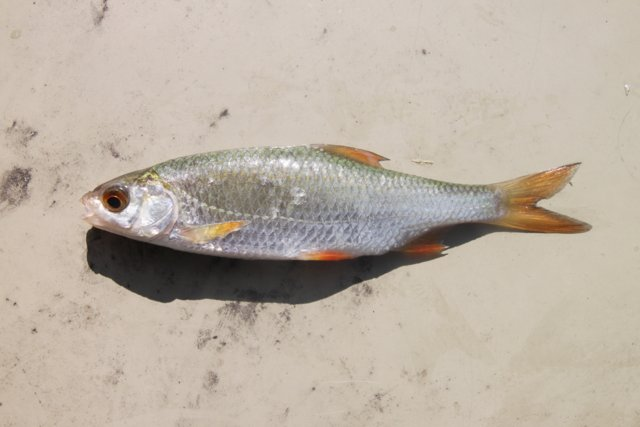
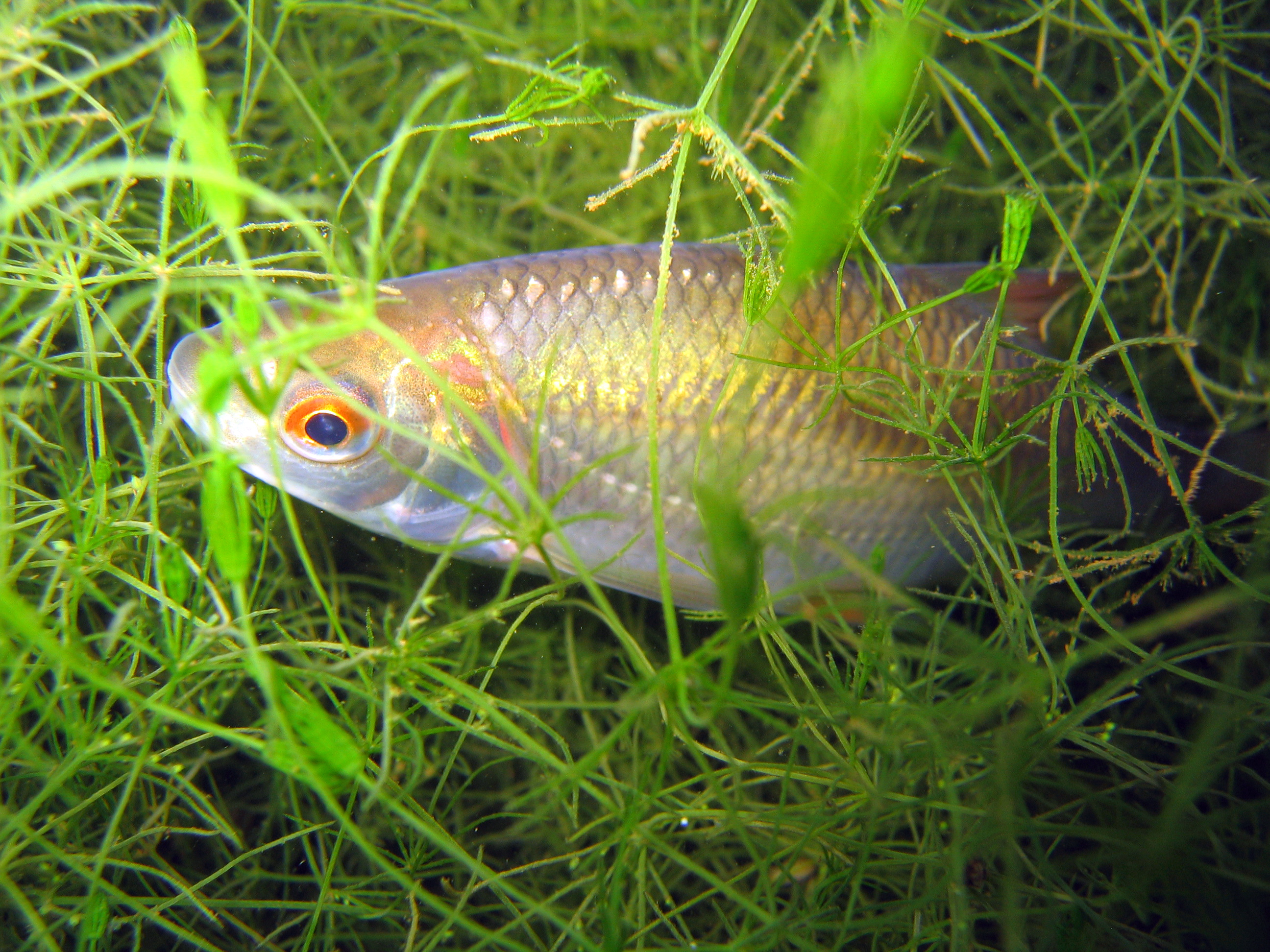